# Марио Баслер
Марио Баслер (на немски: Mario Basler, роден на 18 декември 1968 в Нойщат ан дер Вайнщрасе) е германски футболен треньор и бивш футболист.

## Кариера като играч

### Отбор
В Първа Бундеслига той играе за Кайзерслаутерн, Вердер Бремен и Байерн Мюнхен, а във втора дивизия - за Херта Берлин и Рот-Вайс Есен.

#### Кайзерслаутерн
Марио Баслер отива от младежкия отбор на лаутерите в представителния тим за сезон 1987/88. През първата си година в Първа Бундеслига той не влиза в игра, тъй като треньорското ръководство в лицето на Ханес Бонгартц и Йозеф Щабел предпочита по-опитни играчи като Щефан Емерлинг, Франк Хартман, Франк Леле, Аксел Роос, Маркус Шуп и Волфрам Вутке пред 19-годишния Баслер. През следващия сезон офанзивният полузащитник трябва да чака дълго време, преди да отболежи своя дебют в германския елит. едва в последния кръг на сезона, когато на „червените дяволи“ им предстои да изиграет един протоколен мач срещу Байер Леверкузен, Баслер започва като титуляр и помага за победата на своя отбор с 1:0.

#### Рот-Вайс Есен
С намерението да събере повече опит и игрова практика, Баслер преминава в Рот-Вайс Есен през лятото на 1989 г. във Втора Бундеслига. Още в първата си година Баслер постига своята цел, като изиграва 14 от общо 20 мача на есенци. „Червено-белите“ завършват сезона сравнително успешно и се поздравяват с шестото място във втора лига. Треньорът Ханс-Вернер Моос решава да играе предимно с млади играчи за кампанията 1990/91 и само Вили Ландграф, Дирк Пуш и Ралф Регенбоген записват повече мачове от Баслер, а халфът пропуска едва 4 мача за целия сезон. В 6. кръг (26 август 1990 г.) Марио Баслер вкарва и първия си гол в професионалния футбол за 1:0 в 34. минута при победата с 2:0 над Майнц 05. Той добавя още пет гола към актива си през този сезон, а срещу Хафелзе Баслер вкарва и първите си два гола в една среща. Рот-Вайс завършва сезона на 15 място и се спасява от изпадане на първо време, но е принуден да играе в по-долна дивизия по служебен път, след като Германския футболен съюз отнема лиценза на отбора. Поради това Баслер решава да напусне отбора от Рурската област.

#### Херта Берлин
Херта Берлин си осигурява услугите на перспективния футболист за сезон 1991/92. Първоначално Баслер е използван в защитната линия на столичани, заедно с Ули Байершмидт и Андре Винкхолд. След като треньорът на Херта Бернд Щанге е заменен от Гюнтер Зеберт Баслер заиграва отново в полузащитата на тима. Бележи 12 гола от 44 мача и става втори реализатор на „синьо-белите“, като само Тео Грийс вкарва повече голове. Въпреки че „старата дама“ от Берлин бележи цели 88 гола за един сезон, тя завършва на разочароващото пето място във Втора Бундеслига. Доброто представяне на Марио Баслер предизвиква интереса на отбори от първа дивизия и само след 2 години в Берлин, той отново сменя клубната си принадлежност.

#### Вердер Бремен
Вердер Бремен печели наддаването за Баслер и го купува за 2 милиона германски марки. В началото той влиза в игра предимно като резерва, но след добри игри си извоюва титулярното място при пристанищния отбор. Преди зимната пауза полузащитникът е сменен или влиза като смяна в седен мача от общо седемнадесет, но през пролетта това се случва само веднъж. Дебютът на Баслер в Първа Бундеслига с екипа на бременци още в първия кръг на сезон 1993/94, когато влиза в игра в 81. минута на мястото на Франк Нойбарт. В третия кръг той бележи и първото си попадение при победата с 3:1 срещу Любек. Отново срещуотбора от Шлезвих-Холщайн, но през пролетта Баслер получава и първия си червен картон в професионалния футбол. Въпреки това играчът не е наказан от спортната комисия и отново взема участие в следващия мача на Вердер, само за да бъде изгонен отново в 24. кръг срещу Байерн Мюнхен още в 26. минута.
През сезон 1994/95 Вердер Бремен се борят за титлата, но не постигат целта си след загуба от Байерн Мюнхен с 1:3 в последния кръг. С 12 си гола през сезона Марио Баслер не само е най-резултатният футболист на своя отбор, но е и голмайстор на Първа Бундеслига, заедно с Хайко Херлих.
Последвалата година протича разочароващо за бременци и те завършват едва девети. Представянето на Баслер обаче остава постоянно и той отново вкарва най-много попадения за Вердер Бремен. През лятото на 1996 г. той решава да гони развитие в своята кариера и преминава в германския рекорден шампион Байерн Мюнхен за сумата от 8 милиона германски марки.

#### Байерн Мюнхен
При мюнхенците Баслер постига най-големите успехи в своята кариера. При конкуренцията на Дитмар Хаман, Кристиан Нерлингер, Мемет Шол, Томас Щрунц, Марсел Витечек и Кристиан Циге той няма постоянно място в отбора и често е част от ротативната тактика на треньорския щаб. Въпреки това „Супер Марио“ бележи осем гола и става втори най-добър реализатор на баварците. През първия си сезон край Изар Баслер става шампион, но след това той и неговият отбор завършват втори след изненадващия шампион Кайзерслаутерн.
През 1999 г. „Супер Марио“ достига до финала на Шампионската лига с Байерн Мюнхен срещу английския представител Манчестър Юнайтед и отбелязва гола за 1:0, но отборът му драматично губи с 1:2 с два гола в продължението на срещата на англичаните.
През ноември 1999 г., само след два официални срещи за Байерн, Баслер е наказан от ръководството на клуба след нощен побой в дискотека. Според изпълнителния директор на Байерн Мюнхен Ули Хьонес поведението на Баслер в последно време е под всякаква критика а нощният скандал прелива чашата на търпението.

#### Кайзерслаутерн (завръщане)
Още през същия месец Баслер е трансфериран за милион и половина марки в първия си професионален клуб Кайзерслаутерн, където отново се среща с наставника Ото Рехагел, познат му от времето в Бремен. В Пфалц Баслер се превръща в основен играч, но честите му контузии не му позволяват да изиграва по повече от 23 мача на сезон през четирите му сезона с червената фланелка. Единствено през сезон 2001/02 той участва в 29 срещи.
През лятото на 2003 г. става ясно намерението на ръководството на лаутерите да не предложи нов договор на футболиста и играчът напуска отбора. Почти две години по-късно Баслер, заедно с Хари Кох, изиграва бенефисния си мач на Фриц-Валтер-Щадион.

#### Ал-Раян
След като договорът му в Кайзерслаутерн не е продължен Баслер решава да играе в чужбина. Намира нов отбор в Катар - Ал-Раян. Там той остава само една година, като решава да прекрати професионалната си карира на футболист.

### Национален отбор
В националния отбор на Германия Баслер играе 30 срещи, като бележи 2 гола. През 1996 г. той получава златен медал от Европейското първенство в Англия'96, без да изиграе и една секунда на терена. През 1994 г. той е включен и в разширения състав на бундестима за Световното първенство в САЩ.

## Игрова характерност
Характерно за играта на Марио Баслер е неговото умение да вкарва топката във вратата направо от ъглов удар. Така той вкарва три гола в един сезон за Вердер Бремен. Освен това той е и отличен изпълнител на преки свободни удари и един от най-опасните изпълнители на статични положения.

## Треньорска кариера
От 2 юни 2004 до 19 септември 2005 г. Марио Баслер е тиммениджър на Ян Регенсбург. Там той планира да се картотекира като играещ треньор, но Германския футболен съюз не му позволява.
От лятото на 2007 до 8 септември 2008 г. Баслер е помощник-треньор на ТуС Кобленц.
За последно той е старши треньор на четвъртодивизионния Айнтрахт Трир, където има договор до лятото на 2012 г.

## Статистика
- Мачове (Голове) Първа Бундеслига: 262 (62)
- Мачове (Голове) Втора Бундеслига: 128 (23)
- Мачове (Голове) Национален отбор на Германия: 30 (2)

## Успехи

### Като играч
- 1x Европейски шампион (1996)
- 1x Финалист за Шампионската лига (1999 с Байерн Мюнхен)
- 2x шампион на Германия (1997, 1999 с Байерн Мюнхен)
- 2x Носител на Купата на Германия (1994 с Вердер Бремен, 1998 с Байерн Мюнхен)
- 1x Голмайстор на Първа Бундеслига (1995)

## Други
От 2007 г. Баслер е телевизионен експерт на германския канал САТ.1 при предаване на срещи от Купата на УЕФА. Освен това той играе с екипа на Байерн Мюнхен при бенефисни и благотворителни мачове. Президент е на малкия аматьорски пфалцки отбор Ватенхайм от 2001 г., където е и картотекиран като играч.